# سیاست به مثابه حرفه
سیاست به مثابه حرفه (به آلمانی: Politik als Beruf) یکی از آثار مهم ماکس وبر است. این اثر به‌عنوان دومین سخنرانی از مجموعه سخنرانی‌های وی در مونیخ در سال ۱۹۱۹ منتشر شد. اولین سخنرانی از این مجموعه با عنوان دانشمند به‌عنوان یک حرفه است.

## سه دلیل برای قواعد مشروع
وبر سیاست را شکلی از «فعالیت رهبری مستقل» تعریف می‌کند. در این مقاله، «دولت» به عنوان جایگاهی برای تحلیل سازمان‌های سیاسی عمل می‌کند. به گفته وبر، زمینه‌های دولت مشروع این سازمان‌های سیاسی به سه دسته یا نوع عمده تقسیم می‌شود:
1. اقتدار سنتی: اقتدار «گذشته ابدی» بر اساس عادت. وبر عرف را عمدتاً پدرسالار، پاتریمونیالیسم و از نظر وسعت سنتی تعریف می‌کند.
2. اقتدار کاریزماتیک (هدیه لطف): اقتدار ناشی از وحی، قهرمانی، یا سایر ویژگی‌های رهبری یک فرد. مرتبط با کاریزما پیامبرها، دعوامیان و رای مردمی.
3. اقتدار عقلانی - قانونی: اقتداری مبتنی بر قانون معتبر که توسط کارمندان آموزش‌دیدهٔ فنی دولت اجرا می‌شود. اقتدار قانونی صلاحیت عقلایی و اطاعت مشروط کارمندان دولت و مردم از دستگاه قانونی را به عهده می‌گیرد.

## دو شکل دولت
وبر تحلیل خود را بر «سازمان‌های سیاسی» یعنی «دولت‌ها» متمرکز می‌سازد و دو شکل کلی از دولت را مشخص می‌کند که ظاهراً همه اشکال دولت را در کلی‌ترین سطح دربرمی‌گیرد:
1. کارکنان اداری از نظر موقعیت و قدرت در لوای حاکم، ابزارهای اداره خود را جدا از حاکمان دارند. این می‌تواند شامل اشکال مختلف ثروت و دارایی و همچنین ابزار تولید و کنترل بر کار باشد. این کارکنان اداری اساساً اشراف هستند و به املاک مجزا تقسیم می‌شوند.
2. کارکنان اداری به طور کلی یا جزئی از ابزارهای واقعی اداره جدا شده‌اند، مشابه تصور کارل مارکس از چگونگی جدایی پرولتاریا از ابزار تولید. این کارکنان بدون ابزار در یک سازمان پدرسالار با احترام و تفویض اختیار به معتمد تبدیل می‌شوند.

وبر دو ایده متفاوت از دولت را بر اساس رابطه بین مدیران و دسترسی آنها به ابزار واقعی اداره ترسیم می‌کند. شکل اول «پاتریمونیالیسم» و وابسته به شخصیت حاکم و وفاداری پیروان اوست. هیچ تاکیدی بر ظرفیت فنی وجود ندارد، همانطور که در شکل دوم دولتی وجود دارد که مدرن تلقی می‌شود. در شکل مدرن، مدیران شخصاً مالک پول، ساختمان‌ها و سازمان‌هایی نیستند که هدایت می‌کنند. تصمیم‌های اجرایی اغلب با شخصیت‌های سیاسی باقی می‌ماند، حتی اگر آنها توانایی فنی را ندارند که مدیران حرفه‌ای مدرن دارند.

## ترجمه
«سیاست به مثابه حرفه» حداقل چهار بار به زبان انگلیسی ترجمه شده است:
- وبر، ماکس (۱۹۴۶): از ماکس وبر، ترجمه و ویرایش هانس گرث و سی. رایت میلز، نیویورک: مطبوعات آزاد.
- وبر، ماکس (۱۹۷۸): وبر: انتخاب و ترجمه، ای. متیوز،

ترجمه و ویرایش. دبلیو.جی. رانسیمن، کمبریج: انتشارات دانشگاه کمبریج.
- وبر، ماکس (۲۰۰۴): سخنرانی‌های حرفه‌ای، ترجمه رادنی لیوینگستون و اد. دیوید اوون و تریسی استرانگ، ایلینوی: کتاب‌های هکت.
- وبر، ماکس (۲۰۱۵)، خردگرایی وبر و جامعه مدرن، ترجمه و ویرایش تونی واترز و داگمار واترز، نیویورک: پالگریو مک‌میلان؛ با عنوان سیاست به مثابه حرفه.